# Rhynchospora fascicularis
Rhynchospora fascicularis là loài thực vật có hoa trong họ Cói. Loài này được (Michx.) Vahl miêu tả khoa học đầu tiên năm 1805.